# Гомофильное движение
Термин гомофи́л (-phile от др.-греч. φιλία «любовь») считается[кем?] более нейтральным[неопределённость], поскольку не ассоциируется со словом секс. Термин был придуман немецким астрологом, писателем и психоаналитиком Карлом-Гюнтером Хеймсотом[en] в 1924 году и впервые был упомянут в его докторской диссертации «Гетеро- и гомофилы» (нем. «Hetero- und Homophilie»). В 1950—60-х годах термин широко использовался гомосексуальными организациями и прессой. Различные группы этого периода в настоящее время известны под общим названием гомофильное движение.
Термин стал постепенно отходить на второй план с формированием в конце 1960-х — начале 1970-х годов гей-освободительного движения и появлением организации «Фронт освобождения геев», члены которой ввели в обиход такие термины, как гей, лесбиянка, бисексуал и трансгендер. Несмотря на это, некоторые гомофильные группы сохранились до 1980—90-х годов, и даже по сей день.

## Список гомофильных организаций и изданий
| страна         | аббревиатура | оригинальное название                       | название                                         | период существования | основатель            | издание                               |
| -------------- | ------------ | ------------------------------------------- | ------------------------------------------------ | -------------------- | --------------------- | ------------------------------------- |
| Международные  | ICSE         | International Committee for Sexual Equality | Международный комитет за сексуальное равноправие | 1951 — 1963          | Аксель и Эйгил Аксгил | ICSE Kurier, ICSE-PRESS               |
| Дания          |              | Forbundet af 1948                           | Лига 1948                                        | 1948 — неизв.        |                       |                                       |
| Дания          |              | Pan                                         | Кастрюля                                         | 1954 — н.в.          |                       |                                       |
| Франция        |              | Arcadie                                     | Аркадия                                          | 1954 — 1982          |                       | Arcadie                               |
| Нидерланды     | COC          | Cultuur en Ontspanningscentrum              | Центр культуры и досуга                          | 1946 — н.в.          |                       | Vriendschap                           |
| Швеция         | RFSL         | Riksförbundet för sexuellt likaberättigande | Федерация сексуального равенства                 | 1950 — н.в.          |                       |                                       |
| Великобритания | HLRS         | Homosexual Law Reform Society               | Общество за реформу законодательства             | 1958 — 1970          |                       |                                       |
| Великобритания |              | Campaign for Homosexual Equality            | Кампания за равенство гомосексуалов              | 1964 — н.в.          |                       |                                       |
| США            | HLRS         | Vice Versa: America’s Gayest Magazine       |                                                  |                      | Лиса Бен              | Vice Versa                            |
| США            |              | Knights of the Clock                        |                                                  | 1950 — неизв.        |                       |                                       |
| США            |              | Mattachine Society                          | Общество Маттачине                               | 1950 — 1987          | Гарри Хэй             | Mattachine Review, Homosexual Citizen |
| США            |              | Daughters of Bilitis                        | Дочери Билитис                                   | 1955 — н.в.          |                       | The Ladder, Focus, Sisters            |
| США            |              | ONE, Inc.                                   |                                                  | 1953 — н.в.          |                       | One, Homophile Studies                |
| США            | LCE          | The League for Civil Education              | Лига гражданского образования                    | 1961 — неизв.        |                       | The LCE News                          |
| США            |              | Janus Society                               | Общество Януса                                   | 1962 — 1969          |                       | DRUM                                  |
| США            |              | Society for Individual Rights               | Сообщество за права личности                     | 1964 — 1976          |                       | Vector                                |
| США            |              | Homosexual Law Reform Society               | Общество за реформу законодательства             | 1965 — 1969          |                       |                                       |
| США            |              | Phoenix Society for Individual Freedom      | Общество Феникс, за личную свободу               | 1966 — 1972          |                       | The Phoenix: Midwest Homophile Voice  |
| США            | SAME         | Society Advocating Mutual Equality          | Общество пропаганды взаимного равенства          | 1966 — 1968          |                       | The Challenger                        |
| США            | HAL          | Homophile Action League                     | Лига гомофильного действия                       | 1969 — 1970          |                       | HAL Newsletter                        |